# Nan bélier
El nan bélier és una raça de conill, una varietat nana de conill domèstic sorgida de l'encreuament de conills bélier i conills nans, ambdós formes seleccionades pels criadors de conills de l'espècie Oryctolagus cuniculus. La seva característica és tenir llargues orelles penjants i una talla bastant més petita que la dels conills bélier normals. Generalment fàcil de domesticar i educar, és un animal de companyia apreciat.

## Característiques de la raça
El nan bélier fou seleccionat als Països Baixos a partir del 1952, per encreuaments progressius de conilles nanes amb mascles de bélier francès i posteriorment de bélier anglès. La forma nana fou reconeguda com a raça el 1964 als Països Baixos, però a França calgué esperar fins al 1984 perquè el seu estàndard fos publicat per la Federació Francesa de Cuniculicultura (FFC).
L'FFC defineix característiques precises que són aproximadament aquestes: un pes d'entre 1,4 i 1,7 kg. Així doncs, és un cos més gros que el dels altres conills nans. Un aspecte massís i musculós, amb el cap més aviat quadrat, el musell arrodonit i el nas ben marcat. Igual que el conill bélier, té llargues orelles arrodonides cap a baix que cauen verticalment envers les galtes. La raça admet moltes variants de coloració, textura o llargada del pelatge.
El nan bélier és l'homòleg del Holland Lop dels americans (fins a 1,81 kg) o el Miniature Lop dels britànics (fins a 1,6 kg). Els estàndards de l'Associació Americana de Cuniculicultors (ARBA) per al mini lop (l'equivalent du Dwarf Lop del Regne Unit) accepten un pes més important, fins a 2,7 kg per a una femella i 3 kg per a un mascle.

## Cria en captivitat
El nan bélier es cria com un conill domèstic clàssic, a part d'algunes especificitats relacionades amb la seva condició de conill nan (cos més petit i una tendència a la maloclusió dental a la qual aquesta raça és particularment propensa.) Tanmateix, necessita un espai vital una mica més gran que la majoria de conills nans, adaptat a la seva corpulència.

## Galeria d'imatges

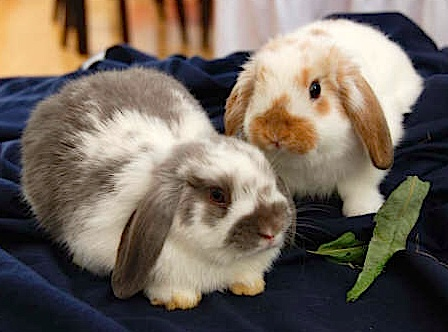
Dos conills nans bélier de dos mesos
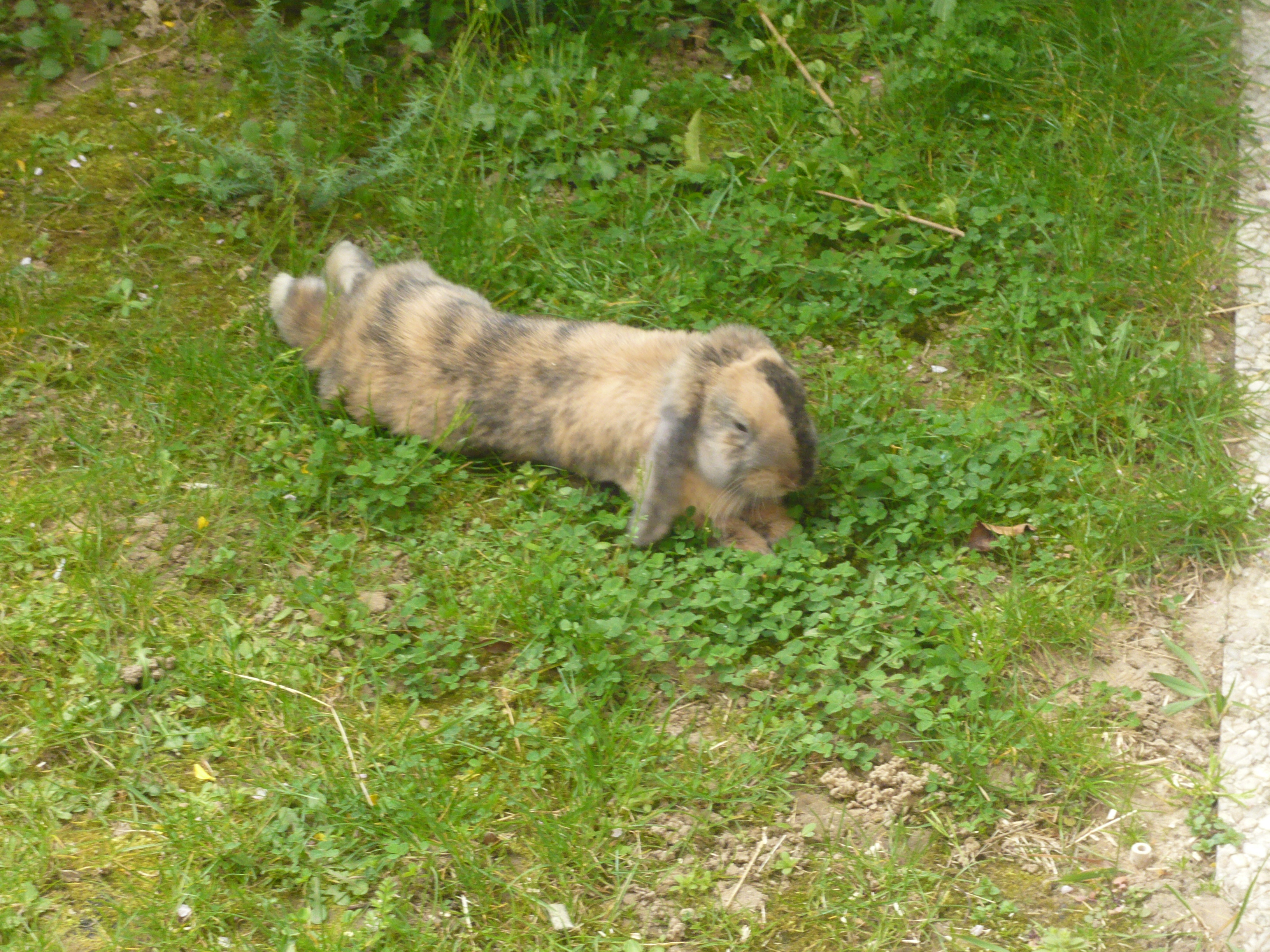
Conill nan bélier estirat (signe de confiança)
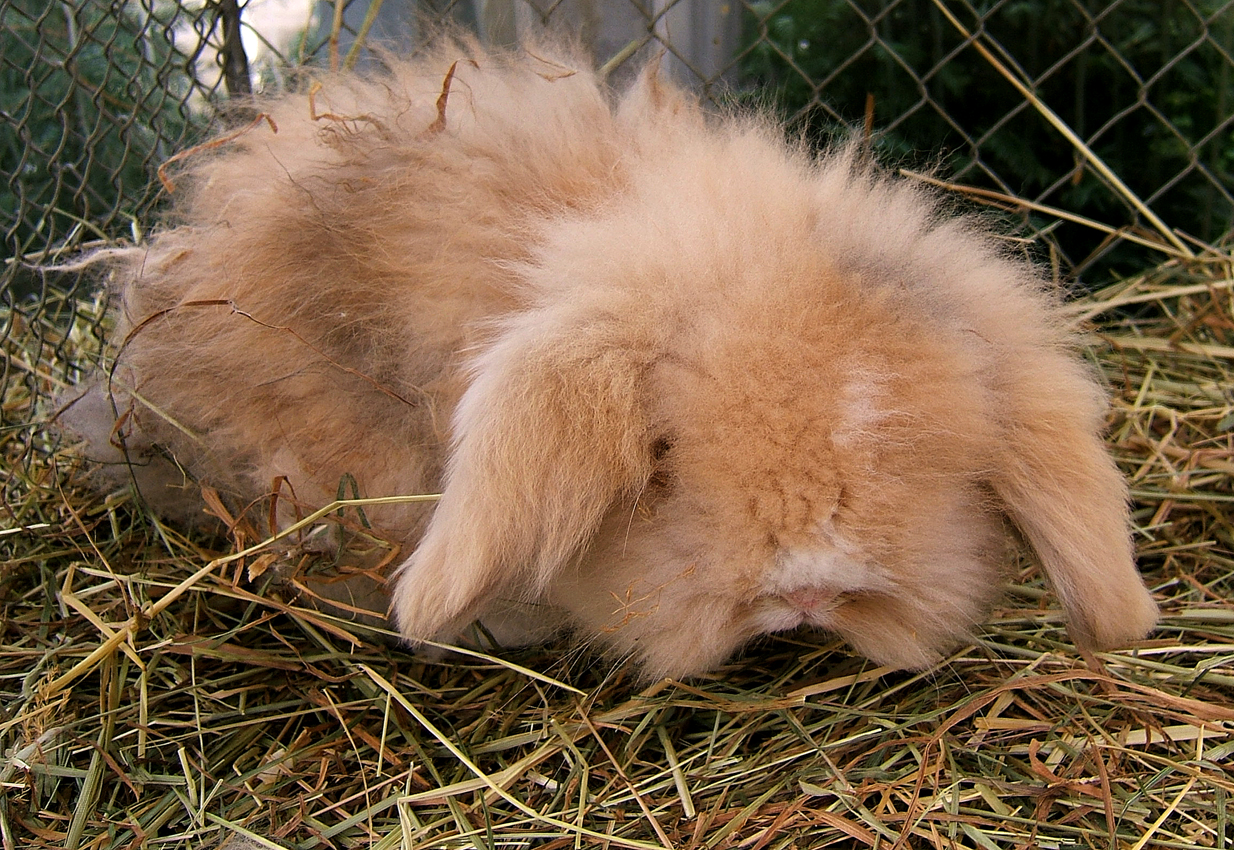
Aquest conill bélier nan de pèl angora teddywidder no és una raça homologada a França, sinó que se'l considera una variant